# Нагороди італійської Серії А
Нагороди італійської Серії А (італ. Premi Lega Serie A) — нагороди, які вручаються керівним органом чемпіонату Італії з використанням розрахунків Opta Sports і Netco Sports для встановлення найкращих гравців сезону в Серії А. Нагороди врачуються у наступних номінаціях: найкращий воротар, найкращий захисник, найкращий півзахисник, найкращий нападник, найкращий молодий гравець і найцінніший гравець. Вперше нагородження відбулося за підсумками сезону 2018–19.

## Призери
| Сезон   | Найцінніший гравець                 | Найкращий молодий гравець     | Найкращий нападник              | Найкращий півзахисник               | Найкращий захисник                    | Найкращий воротар                   | Примітки                            |
| ------- | ----------------------------------- | ----------------------------- | ------------------------------- | ----------------------------------- | ------------------------------------- | ----------------------------------- | ----------------------------------- |
| 2018–19 | Кріштіану Роналду («Ювентус»)       | Ніколо Дзаніоло («Рома»)      | Фабіо Квальярелла («Сампдорія») | Сергій Милинкович-Савич («Лаціо»)   | Каліду Кулібалі («Наполі»)            | Самір Ханданович («Інтернаціонале») | [ 1 ] [ 2 ]                         |
| 2019–20 | Пауло Дибала («Ювентус»)            | Деян Кулушевскі («Парма»)     | Чіро Іммобіле («Лаціо»)         | Алехандро Гомес («Аталанта»)        | Стефан де Врей («Інтернаціонале»)     | Войцех Щенсний («Ювентус»)          | [ 3 ]                               |
| 2020–21 | Ромелу Лукаку («Інтернаціонале»)    | Душан Влахович («Фіорентіна») | Кріштіану Роналду («Ювентус»)   | Ніколо Барелла («Інтернаціонале»)   | Крістіан Ромеро («Аталанта»)          | Джанлуїджі Доннарумма («Мілан»)     | [ 4 ] [ 5 ] [ 6 ] [ 7 ] [ 8 ] [ 9 ] |
| 2021–22 | Рафаел Леан («Мілан»)               | Віктор Осімген («Наполі»)     | Чіро Іммобіле («Лаціо»)         | Марцело Брозович («Інтернаціонале») | Бремер («Торіно»)                     | Майк Меньян («Мілан»)               | [ 10 ]                              |
| 2022–23 | Хвіча Кварацхелія («Наполі»)        | Ніколо Фаджолі («Ювентус»)    | Віктор Осімген («Наполі»)       | Ніколо Барелла («Інтернаціонале»)   | Кім Мін Дже («Наполі»)                | Іван Проведель («Лаціо»)            | [ 11 ] [ 12 ]                       |
| 2023–24 | Лаутаро Мартінес («Інтернаціонале») | Джошуа Зіркзе («Болонья»)     | Душан Влахович («Ювентус»)      | Хакан Чалханоглу («Інтернаціонале») | Алессандро Бастоні («Інтернаціонале») | Мікеле Ді Грегоріо («Монца»)        | [ 13 ] [ 14 ]                       |

## Статистика

### Багаторазові переможці
| Футболіст         | Кількість перемог | Найцінніший гравець | Найцінніший молодий гравець | Найкращий нападник | Найкращий півзахисник |
| ----------------- | ----------------- | ------------------- | --------------------------- | ------------------ | --------------------- |
| Кріштіану Роналду | 2                 | 2018–19             |                             | 2020–21            |                       |
| Чіро Іммобіле     | 2                 |                     |                             | 2019–20, 2021–22   |                       |
| Ніколо Барелла    | 2                 |                     |                             |                    | 2020–21, 2022–23      |
| Віктор Осімген    | 2                 |                     | 2021–22                     | 2022–23            |                       |
| Душан Влахович    | 2                 |                     | 2020–21                     | 2023–24            |                       |

| Клуб             | Кількість перемог | Кількість гравців |
| ---------------- | ----------------- | ----------------- |
| «Інтернаціонале» | 9                 | 8                 |
| «Ювентус»        | 6                 | 4                 |
| «Наполі»         | 5                 | 4                 |
| «Лаціо»          | 4                 | 3                 |
| «Мілан»          | 3                 | 3                 |
| «Аталанта»       | 2                 | 2                 |
| «Рома»           | 1                 | 1                 |
| «Парма»          | 1                 | 1                 |
| «Сампдорія»      | 1                 | 1                 |
| «Фіорентіна»     | 1                 | 1                 |
| «Торіно»         | 1                 | 1                 |
| «Болонья»        | 1                 | 1                 |
| «Монца»          | 1                 | 1                 |

| Країна         | Кількість перемог | Кількість гравців |
| -------------- | ----------------- | ----------------- |
| Італія         | 11                | 9                 |
| Аргентина      | 4                 | 4                 |
| Португалія     | 3                 | 2                 |
| Сербія         | 3                 | 2                 |
| Нідерланди     | 2                 | 2                 |
| Нігерія        | 2                 | 1                 |
| Бельгія        | 1                 | 1                 |
| Бразилія       | 1                 | 1                 |
| Грузія         | 1                 | 1                 |
| Південна Корея | 1                 | 1                 |
| Польща         | 1                 | 1                 |
| Сенегал        | 1                 | 1                 |
| Словенія       | 1                 | 1                 |
| Туреччина      | 1                 | 1                 |
| Франція        | 1                 | 1                 |
| Хорватія       | 1                 | 1                 |
| Швеція         | 1                 | 1                 |